# Landschildpadden
Landschildpadden (Testudinidae) zijn een familie van schildpadden (Testudines). De groep werd voor het eerst wetenschappelijk beschreven door John Edward Gray in 1825.
Landschildpadden verschillen van de water- en moerasschildpadden doordat veel soorten weleens baden, maar vrijwel nooit kunnen zwemmen en dus geen gestroomlijnd schild nodig hebben. Veel soorten landschildpadden zouden zelfs verdrinken als ze in dieper water terechtkomen. Het schild is meestal erg hard en bol van vorm, terwijl in het water levende schildpadden meestal een zachter en dus lichter schild hebben dat veel platter en dus gestroomlijnder is. Een ander kenmerk is dat de meeste landschildpadden voornamelijk of geheel van planten leven, hoewel sommige soorten ook wel aas eten. 
Een aantal soorten zijn echte grazers die voornamelijk van grassen leven. Deze soorten hebben een trage motoriek en stofwisseling maar een voordeel is dat ze zeer oud kunnen worden. Er zijn echter vele water- of moerasschildpadden die ook voornamelijk planten eten. 
Landschildpadden spreken vaak tot de verbeelding omdat ze erg groot, erg zwaar en vooral erg oud kunnen worden. De oudst bekende schildpad ooit was een seychellenreuzenschildpad (Aldabrachelys gigantea) met de naam Adwaitya die in in 2006 op 255-jarige leeftijd overleed. Een andere stokoude schildpad was Tu'i Malila, een stralenschildpad (Astrochelys radiata) die minstens 188 jaar en mogelijk 192 jaar oud werd. Een eveneens zeer oude schildpad was Harriet, een galapagosreuzenschildpad (Chelonoidis spec.) die in juni 2006 op 175-jarige leeftijd overleed. 
In België en Nederland komen geen landschildpadden in het wild voor. De bekendste Europese soort is de Griekse landschildpad (Testudo hermanni), die veel gehouden wordt in terraria, maar steeds zeldzamer wordt.

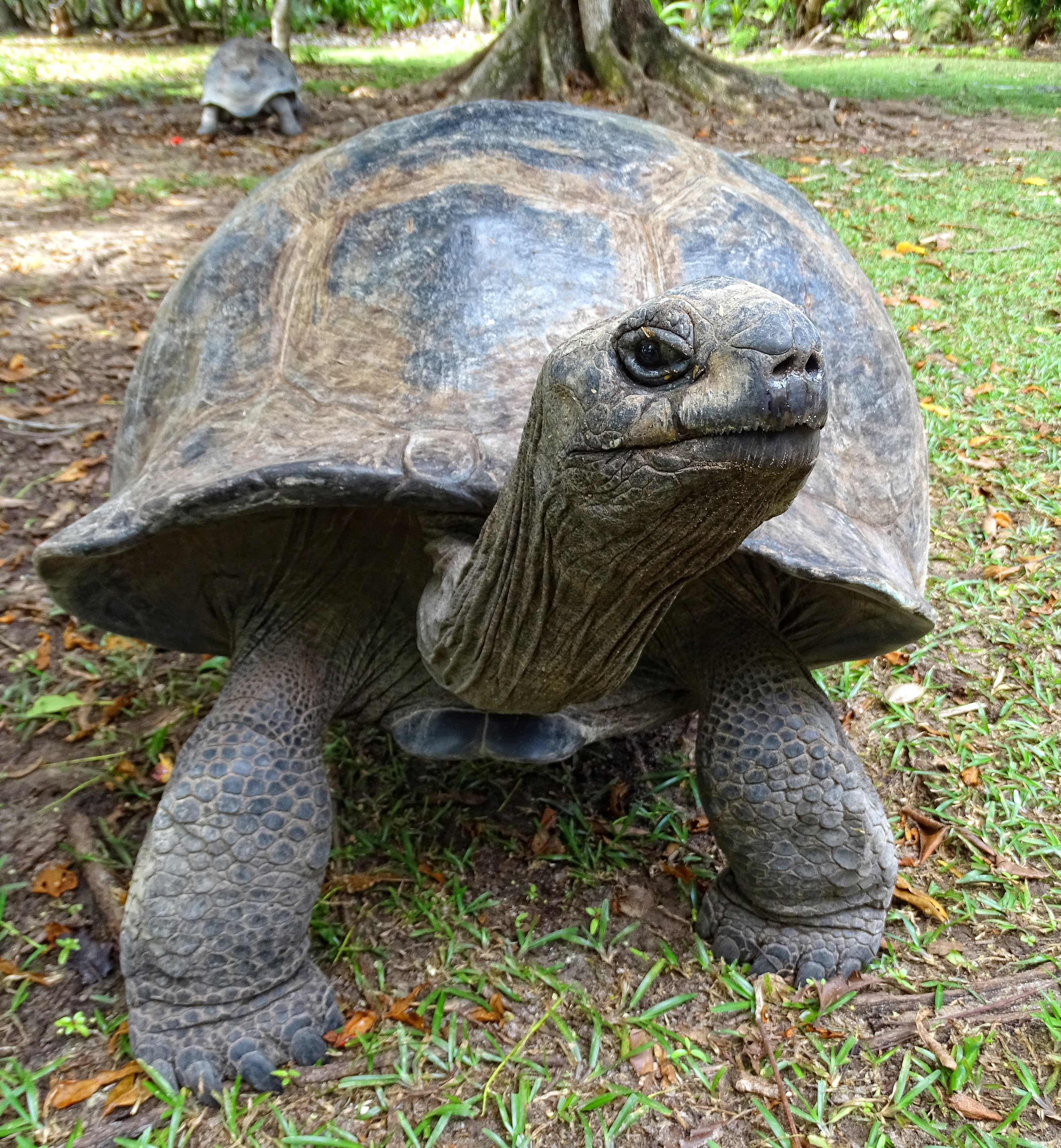
De seychellenreuzenschildpad, de grootste landschildpad, op het eiland Curieuse
(Aldabrachelys gigantea)

## Taxonomie
Onderstaand een lijst van alle soorten schildpadden uit de familie landschildpadden of Testudinidae. Er zijn 55 soorten die verdeeld worden in 16 geslachten. Vijf geslachten zijn monotypisch, wat wil zeggen dat ze slechts door een enkele soort worden vertegenwoordigd. De soorten uit het geslacht Dipsochelys worden sinds 2014 aan andere groepen toegekend.
Familie Testudinidae
- Geslacht Aldabrachelys
- Geslacht Astrochelys
- Geslacht Centrochelys
- Geslacht Chelonoidis
- Geslacht Chersina
- Geslacht Geochelone
- Geslacht Gopherus
- Geslacht Homopus
- Geslacht Indotestudo
- Geslacht Kinixys
- Geslacht Malacochersus
- Geslacht Manouria
- Geslacht Psammobates
- Geslacht Pyxis
- Geslacht Stigmochelys
- Geslacht Testudo